# Jairo
Jairo, född 2 juni 2011 i Tyskland, är en tysk varmblodig travhäst. Han tränades och kördes av Joakim Lövgren, verksam vid Jägersro i Malmö.
Jairo började tävla i november 2014 och tog första segern i den andra starten. Han har till januari 2020 sprungit in 3,4 miljoner kronor på 64 starter varav 27 segrar, 9 andraplatser och 9 tredjeplatser. Han har tagit karriärens hittills största segrar i Silverdivisionens final (dec 2017, feb 2018) och Gulddivisionens final (dec 2018). Han har även kommit på tredjeplats i Kalmarsundspokalen (2018).
Han debuterade i Gulddivisionen den 3 mars 2018, där han kom på tredjeplats efter att ha varit inblandad i en lång körning om ledningen med Lutfi Kolgjini och Olympic Kronos.
Jairo togs tyvärr bort pga sjukdom 230301 och ligger numera begravd  i sin hage.